# Houseparty
Houseparty fue una red social que facilita videollamadas en grupo a través de dispositivos móviles y aplicaciones de escritorio. Los usuarios reciben una notificación cuando sus contactos están en línea y disponibles para chatear. La media de cada usuario es de unos 60 minutos para conversación en la aplicación, ya sea grupalmente o en conversaciones individuales. La aplicación fue lanzada por Life on Air, Inc. en 2016 y está disponible para iOS, dispositivos de móvil Android, MacOS y Google Chrome. Sima Sistani es la directora ejecutiva la cofundadora de la compañía.

## Desarrollo
A principios de 2015, Life On Air, Inc., un equipo dirigido por el fundador y CEO Ben Rubin, lanzó la aplicación de streaming en vivo Meerkat y ganó 12$ millones a través de la fundación venture capital de Greylock Partners. Después del lanzamiento, los creadores comenzaron a desarrollar una nueva app llamada Houseparty que se "alejó de emisiones públicas a favor de chats privados." 
Houseparty fue lanzada en la App Store (Apple) y la Play Store (Google) en febrero de 2016, bajo un seudónimo. Se estuvo desarrollando durante más de 10 meses con una página web que redirigía a la app Houseparty octubre de 2016.  La empresa ganó 52 $ millones en financiación capital fundado por Sequoia Capital a finales de 2016. En 2018 ya estaba disponible para MacOS.
El 9 de septiembre de 2021, la desarrolladora Epic Games anunció a través de un comunicado en el sitio web de la aplicación, que la app dejaría de estar disponible en la App Store y Google Play a partir de ese día, y que sus servicios finalizarían en octubre.

## Adquisición y expansión
La cofundadora Sistani fue nominada como jefe de la empresa y directora ejecutiva en marzo de 2019 y dirigió la adquisición de Houseparty por Epic Games más tarde ese mismo año. Life on Air, Inc. se convirtió en una subsidiaria de Epic Games y los términos monetarios de la adquisición no fueron revelados. Sistani apuntó que Houseparty era utilizada por personas que jugaban a Fortnite, así que "la asociación tenía mucho sentido." 
En mayo de 2020, Houseparty anunció "En La Casa", un festival de tres días con actuaciones en vivo desde casa hechas por personas famosas como Alicia Keys, Neil Patrick Harris, Zooey Deschanel y Terry Crews.

## Tecnología
Houseparty es una red social con un funcionamiento "cara a cara", donde hasta ocho participantes pueden interaccionar en una única sesión o sala. Los usuarios reciben una notificación cada vez que alguno de sus contactos entra a la aplicación para de esta manera poder entrar a una sala y charlar.
A principios de 2019, la empresa se asoció con la aplicación "Heads Up!" de Ellen Degeneres, la famosa actriz y presentadora de su propio programa estadounidense "The Ellen Show". En verano de 2020, Houseparty se asoció con Mattel para añadir algunos minijuegos a la aplicación como Magic 8-Ball y el juego de cartas "Uno". Houseparty contiene otros juegos adicionales tales como Quick Draw, Chips & Guaco y juegos de curiosidades y preguntas, todos disponibles para jugar entre contactos en videollamada.
La revista The New Yorker llamó Houseparty la "sala de estar virtual" de las aplicaciones.

## Pandemia de COVID-19
Durante la pandemia de COVID-19, muchos países son los que han tenido que adaptarse a la situación y se han visto obligados a aplicar un confinamiento. Debido a esta situación de incomunicación en persona, la popularidad de la aplicación creció en picado. Fue descargada más de 17 millones de veces en marzo de 2020, ganando así un Webby Award de 2020 por "Estallido del año". A finales de marzo de 2020, comenzó a correr un rumor por las redes sociales y los medios de comunicación de que Houseparty había sido hackeada. El informe fue negado por la directora ejecutiva Sistani, afirmando que "si alguien quisiera saber si habían sido hackeados o no, serían ellos."Según Fast Company, la aplicación estuvo en el primer lugar del ranking de redes sociales en la App Store con 50 millones de descargas durante abril de 2020.